# Argelouse
Argelouse é uma comuna francesa na região administrativa da Nova Aquitânia, no departamento Landes. Estende-se por uma área de 27 km². Em 2010 a comuna tinha 99 habitantes (densidade: 3,7 hab./km²).